# Biddeford
Biddeford és una ciutat del Comtat de York (Maine) dels Estats Units d'Amèrica.

## Demografia
Segons el cens dels Estats Units del 2000 Biddeford tenia 20.942 habitants, 8.636 habitatges, i 5.259 famílies. La densitat de població era de 269,4 habitants per km².
Dels 8.636 habitatges en un 28,4% hi vivien nens de menys de 18 anys, en un 44,4% hi vivien parelles casades, en un 12,2% dones solteres, i en un 39,1% no eren unitats familiars. En el 29,7% dels habitatges hi vivien persones soles l'11,1% de les quals corresponia a persones de 65 anys o més que vivien soles. El nombre mitjà de persones vivint en cada habitatge era de 2,32 i el nombre mitjà de persones que vivien en cada família era de 2,88.
Per edats la població es repartia de la següent manera: un 22,1% tenia menys de 18 anys, un 11,1% entre 18 i 24, un 29,5% entre 25 i 44, un 21,8% de 45 a 60 i un 15,5% 65 anys o més.
L'edat mediana era de 36 anys. Per cada 100 dones de 18 o més anys hi havia 84,4 homes.
La renda mediana per habitatge era de 37.164 $ i la renda mediana per família de 44.109 $. Els homes tenien una renda mediana de 32.008 $ mentre que les dones 24.715 $. La renda per capita de la població era de 18.214 $. Entorn del 8,6% de les famílies i el 13,8% de la població estaven per davall del llindar de pobresa.

## Poblacions properes
El següent diagrama mostra les poblacions més properes.